# La Reine des pistes
La Reine des pistes (titre original : Strip-runner) est une nouvelle de science-fiction écrite par Pamela Sargent et publiée en 1989, où l'auteur reprend l'univers développée par Isaac Asimov dans son Cycle des robots. Cette nouvelle fait partie de l'anthologie Les Fils de Fondation présentée par Martin H. Greenberg.

## Résumé
Amy Barone-Stein, jeune adolescente ayant toujours vécu sur Terre dans les cavernes d'acier est l'une des meilleures « pistardes » de la ville. 
Un jour, alors qu'elle parcourt illégalement les pistes contre Shakira Lewes, une ancienne « légende des courses », elle se fait attraper et manque de se faire lyncher par la foule. 
Sur l'injonction des policiers et compte tenu de son comportement antisocial, ses parents sont poussés à prendre des mesures disciplinaires, mais Amy, toujours rebelle et poussée par Shakira, décide de rejoindre le groupe de l'inspecteur Elijah Baley afin de découvrir le monde extérieur. Son père s'y oppose catégoriquement, mais sa mère la soutient, estimant que c'est la possibilité éventuelle pour sa fille, un jour, de quitter la Terre et d'aller contribuer à fonder un Monde Spacien.